# Dravens naturreservat
Dravens naturreservat är ett naturreservat i Reftele och Ås socknar i Gislaveds kommun och Bredaryds socken i Värnamo kommun i Jönköpings län.
Reservatet omfattar 440 hektar och är skyddat sedan 1993. Det är beläget 3 kilometer sydost om Reftele och 5 kilometer väster om Bredaryd. Området består av fågelsjön Draven med kringliggande strandängar.
För att uppnå mer odlingsmark sänktes sjöns nivån under 1800-talet och även i början av 1900-talet. Dessa åtgärder tillsammans med att betningen minskade medförde att sjön började växa igen. Efter att området avsattes som naturreservat 1993 har nivån på sjön höjts. Området har ett rikt fågelliv. Sjön är en viktig rast- och häckningsplats för en lång rad våtmarksfåglar.

## Bildgalleri

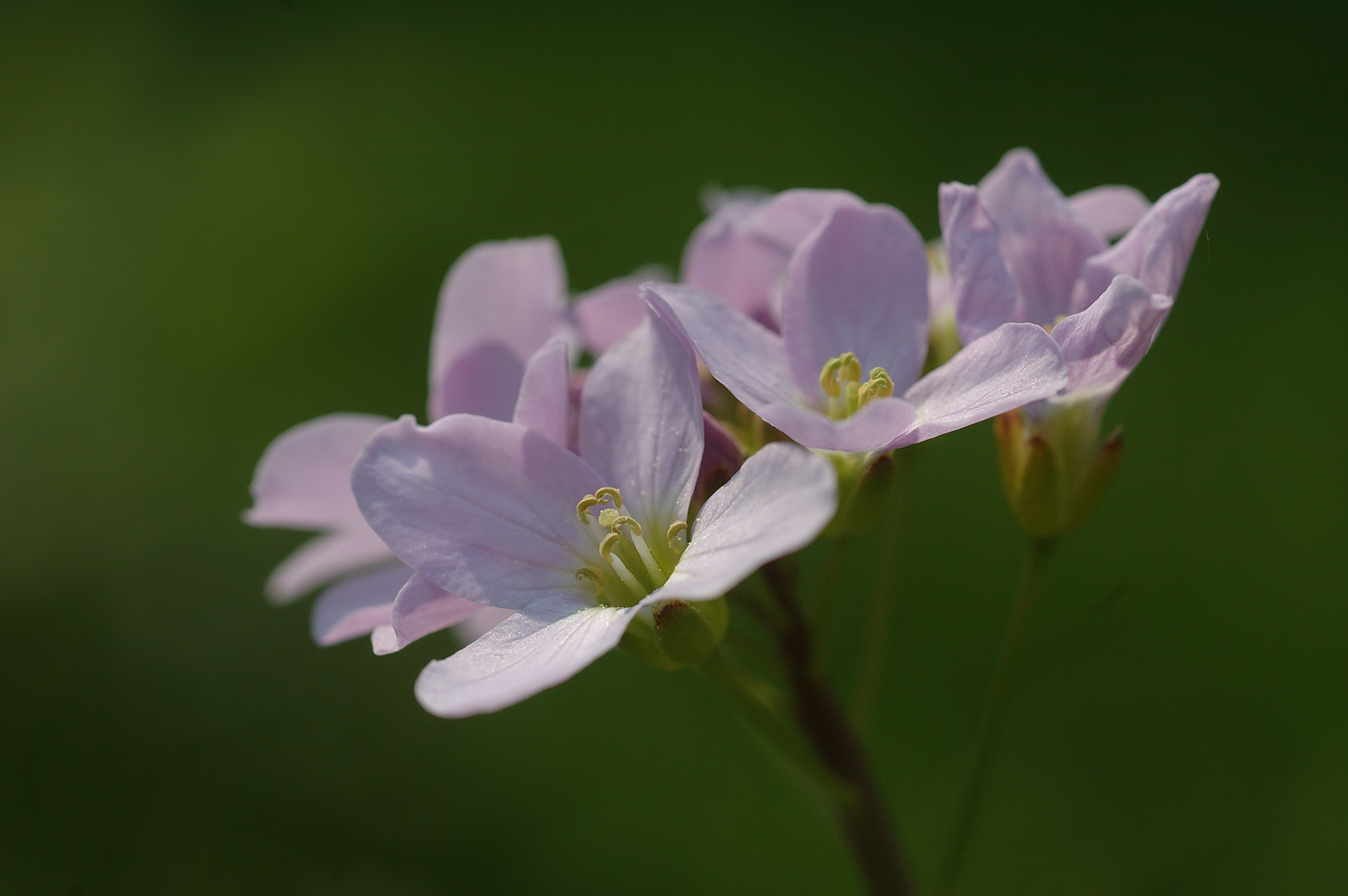
Ängsbräsma.
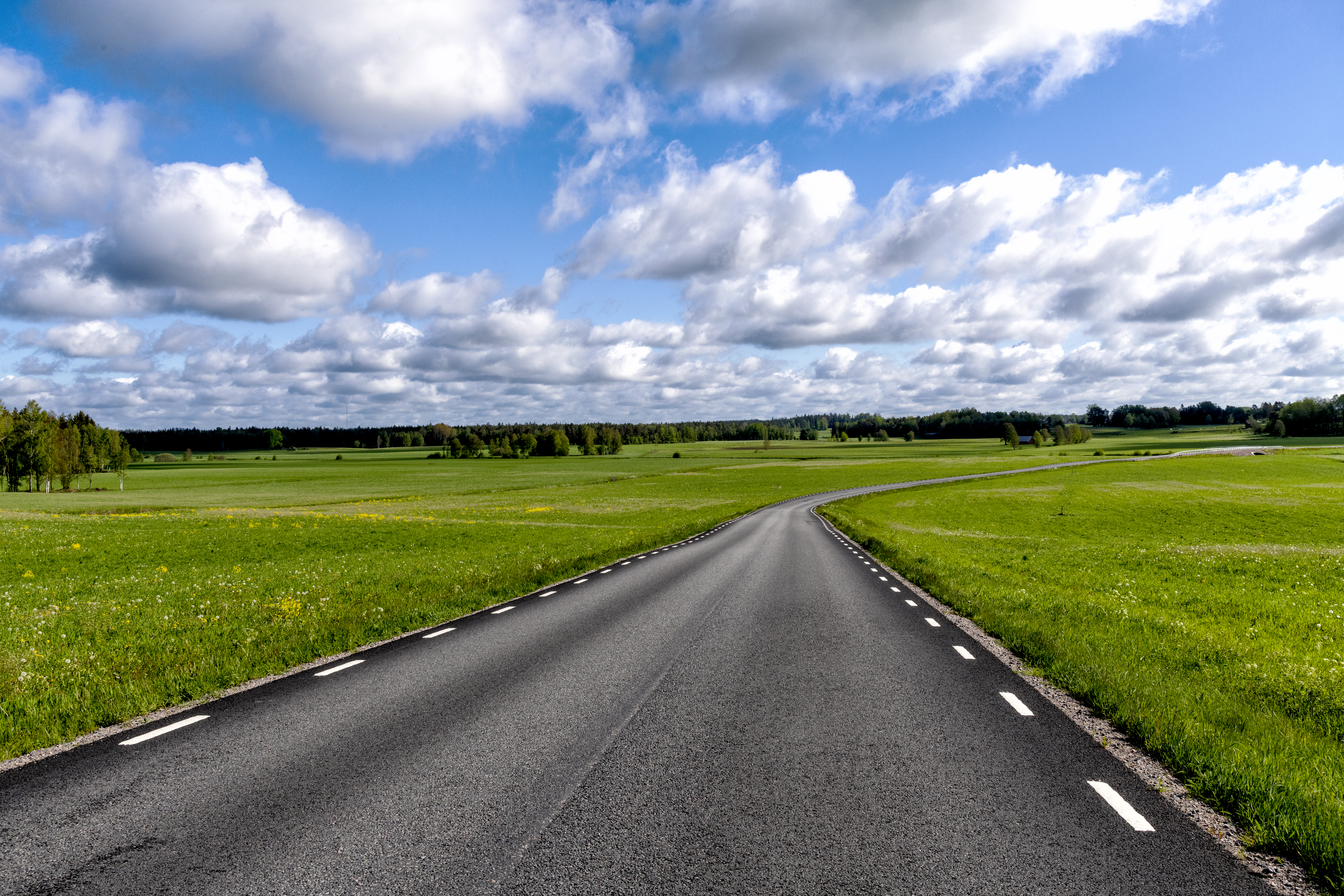
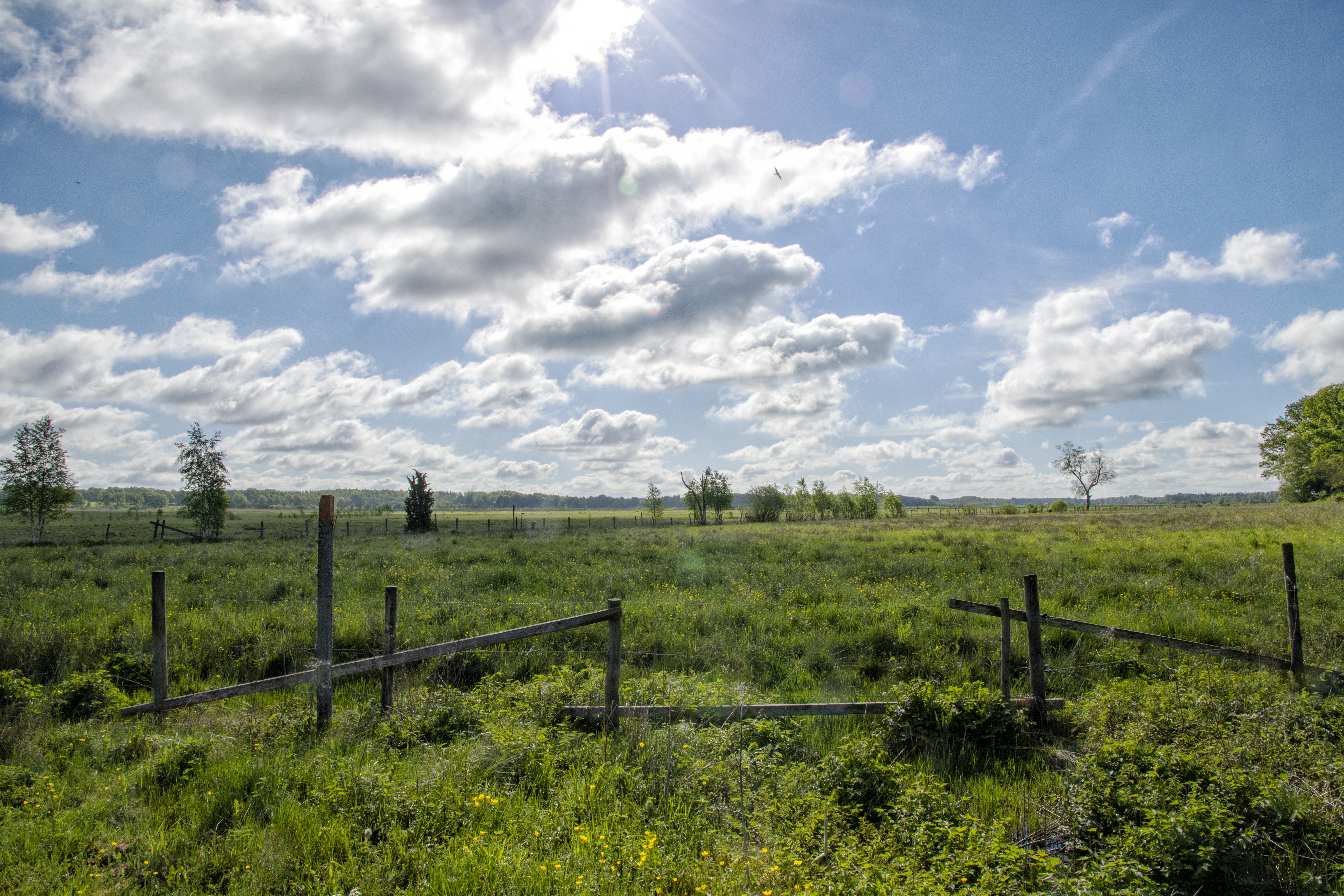
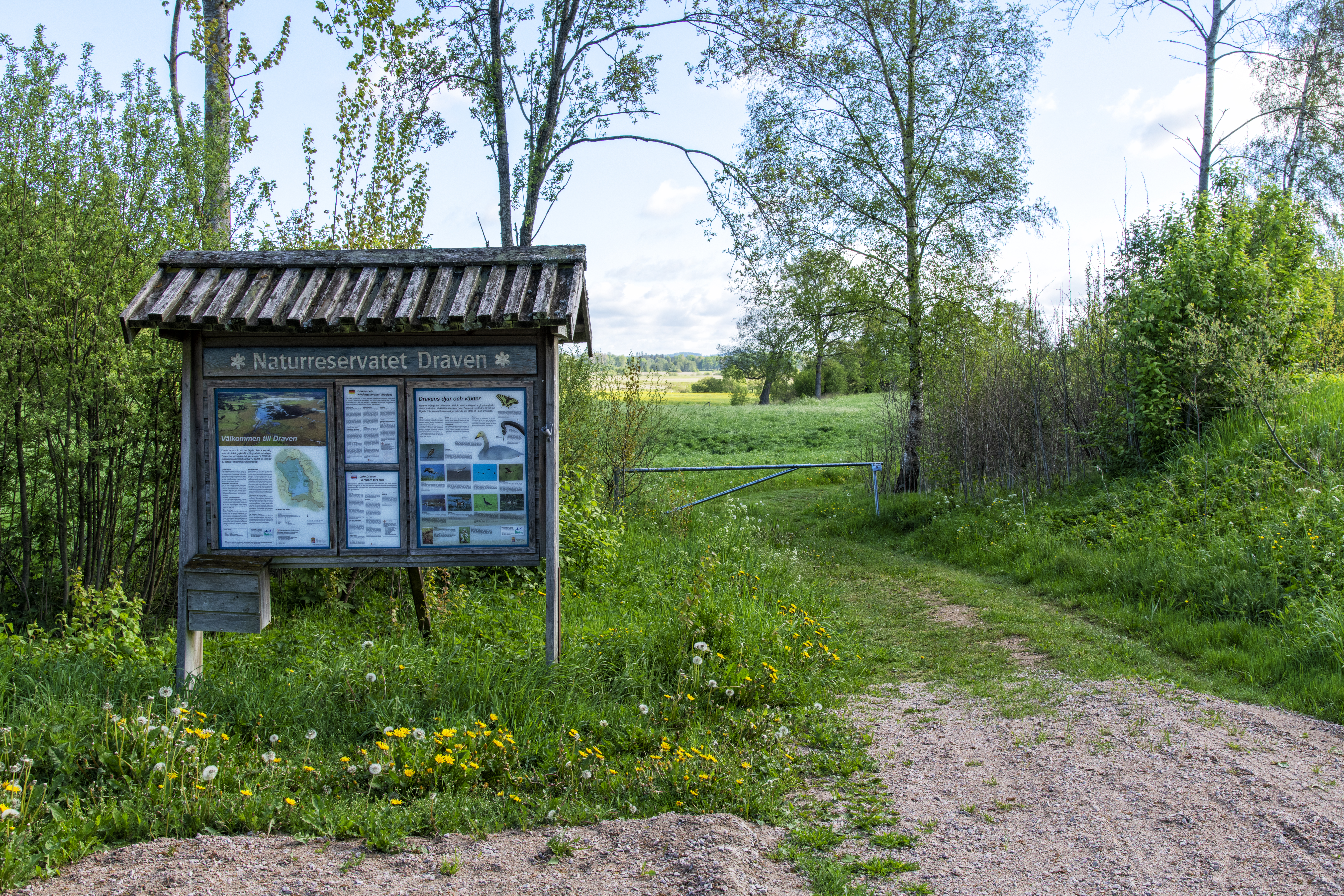
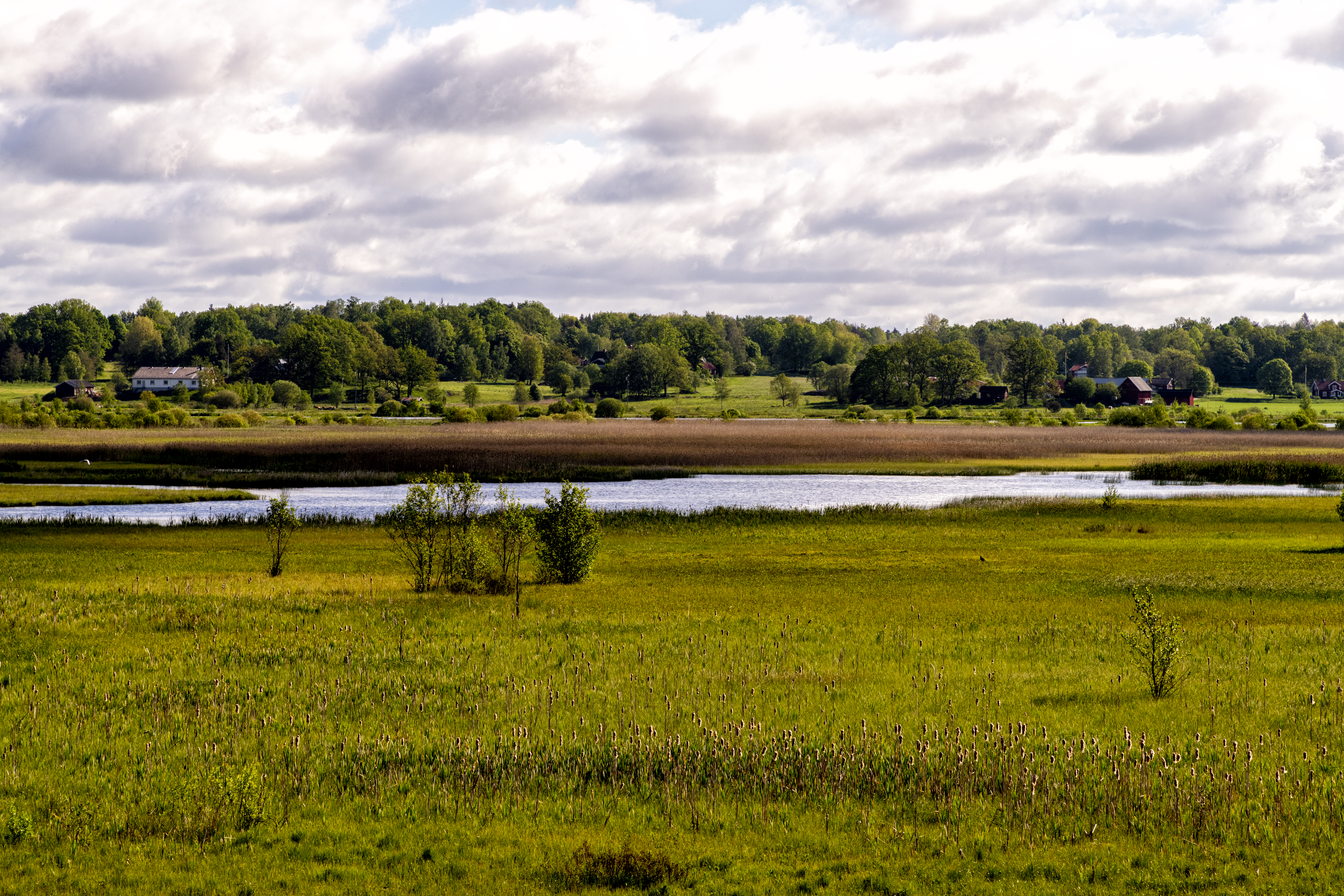
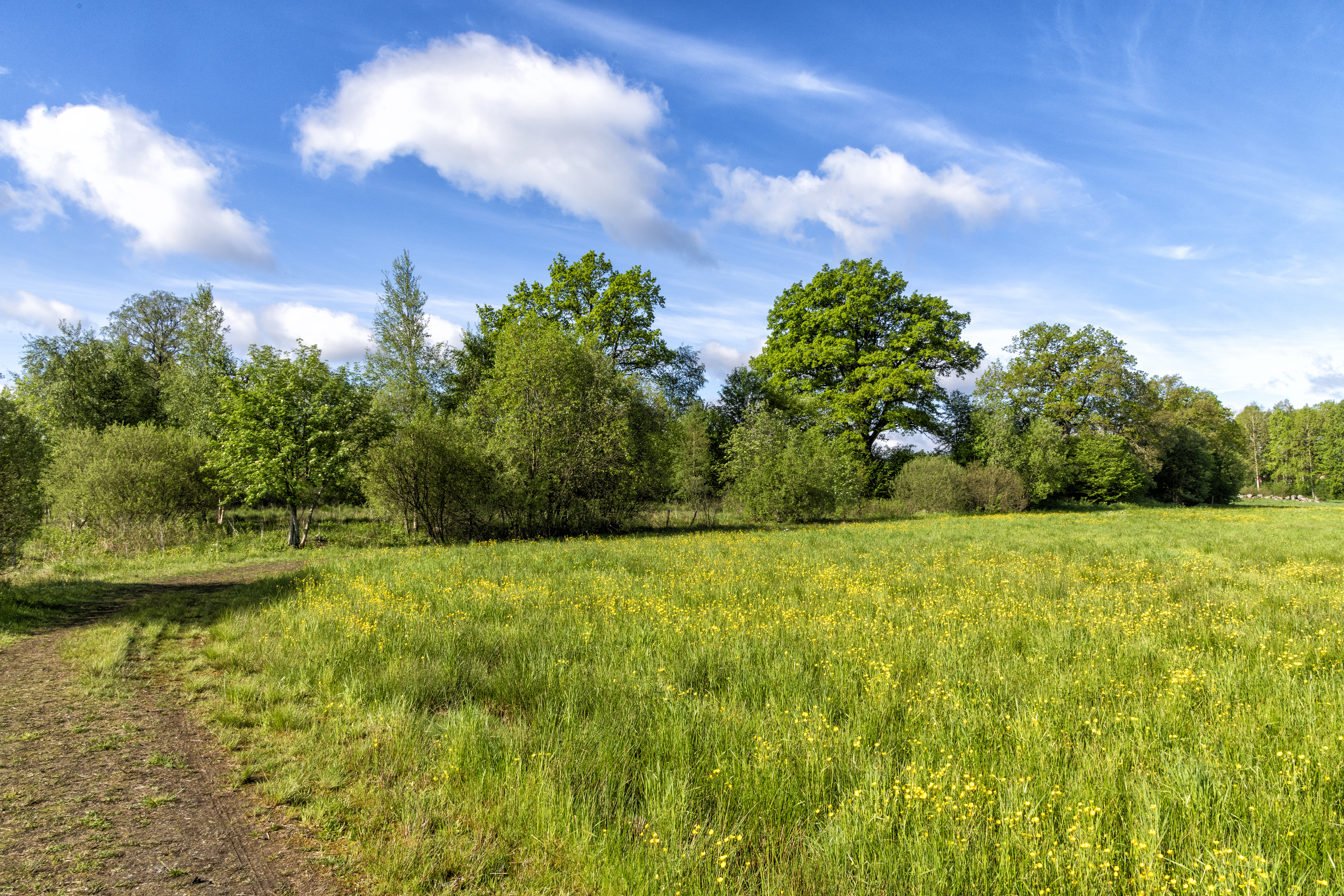